# Soldados Unidos Vencerão

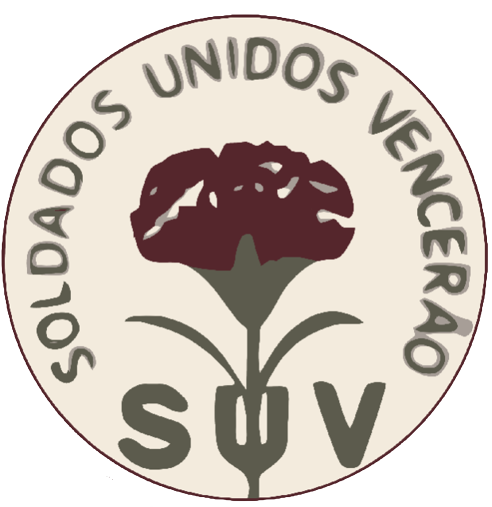

Soldados Unidos Vencerão (littéralement Les soldats unis gagneront) ou SUV est une organisation clandestine constituée de groupes militaires agissant à l’intérieur des casernes dans le but de promouvoir l’auto-organisation politique de l’armée portugaise.

## Historique
Vers la mi-juillet 1975, des soldats, sous-officiers et officiers miliciens de l'armée portugaise commencent à se réunir pour tenter d'organiser une nouvelle structure afin de s'opposer à la « répression » qui, selon eux, se développe dans le nord du Portugal. L'organisation Soldados Unidos Vencerão (SUV) voit officiellement le jour le 8 septembre 1975 au cours de deux conférences de pesse données à Lisbonne et à Porto où un groupe de soldats cagoulés s'adressa aux Portugais. Elle est fondée par Ferreira Fernandes et Manuel Resende.  La première manifestation se tient à Porto et dès septembre, les SUV défilent dans la rue avec 1 500 soldats soutenus par 20 000 civils, puis le mouvement fait « tache d'huile ». Ainsi, le 25 septembre, ils coordonnent une manifestation de 100 000 personnes en soutien aux commissions des habitants et des travailleurs de Lisbonne.
Parmi les motions qui sont approuvées, figure le renvoi du général de division António Pires Veloso, qui joua un rôle déterminant lors de la tentative de coup d'État du 25 novembre 1975.

## Programme
Le  programme des SUV se décline comme suit :
- Lutter pour une vie démocratique dans les casernes (imposer des élections et un fonctionnement démocratique des ADU, la libre circulation de la presse et de la propagande ouvrière et populaire, et la tenue de sessions plénières de militaires quand et toujours nous le voulons) ;
- Lutter pour la constitution de comités de soldats, organes de pouvoir des ouvriers en uniforme dans les casernes, élus et révocables à tout moment en sessions plénières des soldats ;
- Encourager et approfondir le lien avec les organes du pouvoir populaire (comités ouvriers, conseils de village et comités de résidents), en renforçant le pouvoir des exploités à travers les Assemblées populaires ;
- Pour l’expulsion des officiers réactionnaires ;
- Contre toutes les tentatives d’éliminer le personnel militaire progressiste ;
- Pour l’amélioration des conditions de vie des soldats (contre la pré-misère, pour le transport gratuit, pour le ranch commun, contre la discipline militaire).

## Manifeste
Extrait du manifeste politique des SUV ; 

« ...considerando que já por diversas vezes fizemos cedências à burguesia nomeadamente ao submetermos a nossa luta à aliança com o MFA, que por causa das suas contradições e hesitações no passado, e de hoje estar ao serviço de elementos contra-revolucionários, nos tem valido não só o afastamento e hostilidade da população (especialmente dos nossos irmãos camponeses), como também a desmoralização de numerosos combatentes das nossas fileiras e o adormecimento perante a ofensiva reaccionária dentro e fora dos quartéis...", "...SUV luta com todos os trabalhadores pela preparação de condições que permitam a destruição do Exército burguês e a criação do braço armado do poder dos trabalhadores : o Exército Popular Revolucionário... Sempre, Sempre ao lado do Povo é o nosso lema... »

.

## À voir